# 欧讷
欧讷（法語：Eaunes，法語發音：[on]）是法国上加龙省的一个市镇，属于米雷区。

## 地理
欧讷（43°25'18"N, 1°21'16"E）面积14.95 平方千米，位于法国奧克西塔尼大區上加龙省，该省份为法国西南部内陆省份，西南端与西班牙接壤，自此顺时针与上比利牛斯省、热尔省、塔恩-加龙省、塔恩省、奥德省和阿列日省接壤。
与欧讷接壤的市镇（或旧市镇、城区）包括：维拉特、莱兹河畔博蒙、莱兹河畔拉巴特、莱兹河畔拉加代勒、米雷。

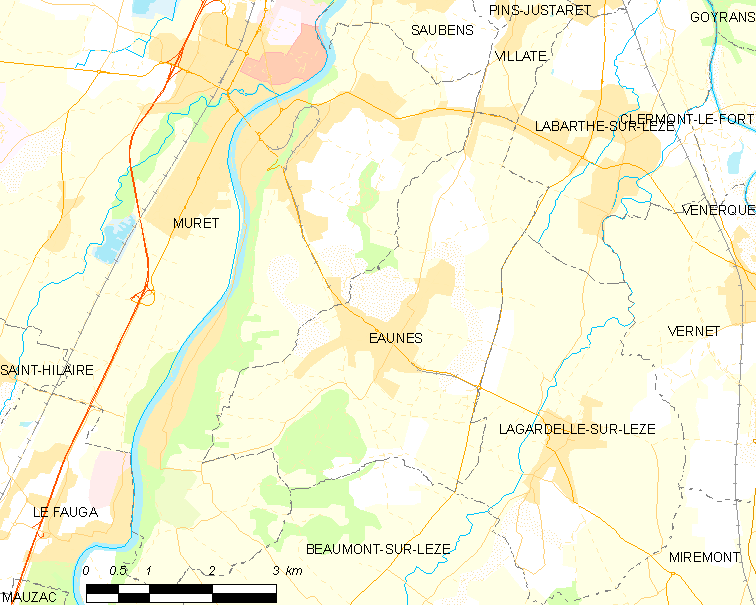
欧讷的OSM定位图

欧讷的时区为UTC+01:00、UTC+02:00（夏令时）。

## 行政
欧讷的邮政编码为31600，INSEE市镇编码为31165。

## 政治
欧讷所属的省级选区为加龙河畔波尔泰县。

## 人口

1962-2008年间欧讷人口变化图示

欧讷于2022年1月1日时的人口数量为6525人。